# Иновроцлав
Иновро́цлав (пол. Inowrocław, прежние названия нем. Jungbreslau, Hohensalza) — город в Польше, входит в Куявско-Поморское воеводство, Иновроцлавский повят. Имеет статус городской гмины. Занимает площадь 30,42 км². Население — 72 561 человек (на 2019 год).

## История
Впервые город упоминается в 1185 году как Ново Владислав, возможно, в честь Владислава I Германа. Кроме того, имя может исходить от Влоцлавек. Известно, что многие жители Влоцлавека, спасаясь от наводнения, поселились в Иновроцлаве.
В 1238 году Иновроцлав получил статус города. Развитие города опиралось на обширные залежи соли в непосредственной близости.
Иновроцлав вошёл в состав Пруссии в 1772 году во время первого раздела Польши. После Венского конгресса в 1815 году область стала частью провинции Позен, принадлежавшей Пруссии. Город и область были переименованы в Хоэнзальца (Hohensalza) 5 декабря 1904 года. Этот район был передан Польше после Версальского договора, и его прежнее название было восстановлено.
Во время Второй мировой войны Иновроцлав был захвачен нацистской Германией 11 сентября 1939 года и стал частью немецкого военного округа. Город, которому было вновь присвоено немецкое название Хоэнзальца, 26 ноября 1939 года был включен в состав Германской империи и стал центром административного округа Хоэнзальца, входящего в рейхсгау Вартеланд (Позен). Немецкие войска были разбиты Красной Армией в январе 1945 года, и город был возвращен Польше.

## Население
| Год  | Население |
| ---- | --------- |
| 1970 | 54 900    |
| 1980 | 66 100    |
| 1990 | 77 700    |
| 2000 | 79 400    |
| 2004 | 77 764    |

## Известные уроженцы
- Ганс Ешоннек — военный деятель.
- Зенон Косидовский — писатель.
- Генрих Курциг — писатель.
- Миколай Богданович — польский политик и предприниматель. Воевода Куявско-Поморский с 2015.

## Фотографии
- Рынок

- Костёл